# День дальней авиации ВВС Российской Федерации
День дальней авиации ВВС Российской Федерации — профессиональный праздник для всех военнослужащих, имеющих непосредственное отношение к 37-й воздушной армии Верховного Главного командования стратегического назначения (сокр. 37 ВА ВГК (СН). Этот праздник отмечается в России ежегодно, 23 декабря. День дальней авиации является рабочим днём.

## История и празднование
День дальней авиации ВВС России сравнительно молодой праздник. Он был учрежден в 1999 году по приказу главнокомандующего Военно-воздушные силами Российской Федерации Анатолия Корнукова.
Дата для проведения Дня дальней авиации ВВС Российской Федерации не случайна. Именно в этот день, 23 декабря, в 1913 году, совершил первый испытательный полет самый большой (на тот момент) самолёт в мире — четырёхмоторный тяжелый бомбардировщик «Илья Муромец» авиаконструктора Игоря Ивановича Сикорского — «прадедушка» стратегических бомбардировщиков. А ровно год спустя, 23 декабря 1914 года указом императора Николая II было утверждено постановление Военного Совета о формировании первой эскадры самолётов «Илья Муромец». Это положило начало тяжёлой бомбардировочной авиации не только в России, но и в мире.
В 2004 году, Президент России Владимир Путин поздравляя дальнюю авиацию ВВС РФ с 90-летием, сказал следующее:

«Сегодня личный состав Дальней авиации стоит на страже воздушных рубежей нашей страны, совершенствует профессиональное мастерство, успешно осваивает боевые машины XXI века. Уверен, нынешнее поколение авиаторов сохранит и приумножит легендарные традиции своих предшественников, будет готово и впредь четко и оперативно выполнять все поставленные задачи»…

Эта цитата наглядно свидетельствует о той значимой роли, которую выполняет дальняя авиации в обеспечении обороноспособности России.
После создания в 2015 году нового вида ВС России — Воздушно-космических сил, праздник отмечается как День дальней авиации Воздушно-космических сил Российской Федерации.